# Милейковский, Александр Семёнович
Алекса́ндр Семёнович Милейко́вский (14 ноября 1938, Ростов-на-Дону — 1 июня 2025, Санкт-Петербург) — российский скрипач, музыкальный педагог и дирижёр; солист и дирижёр Ростовского академического симфонического оркестра, профессор Ростовской консерватории имени С. В. Рахманинова, народный артист Российской Федерации (1999).

## Награды и звания
- медалями «За доблестный труд» (1970)
- Диплом лучшего концертмейстера II Всероссийского конкурса симфонических оркестров (Москва, 1984)
- заслуженный артист РСФСР (1986)
- медаль «Ветеран труда» (1991)
- народный артист Российской Федерации (1999)